# Przepuszczalność (hydrodynamika)
Przepuszczalność (ang. permeability) w hydrodynamice – zdolność ciała stałego do przeciekania przez niego płynów (cieczy i gazów).
Ścisła definicja przepuszczalności sformułowana jest w hydrodynamice podziemnej w oparciu o prawo Darcy’ego.
Przepuszczalność stanowi podstawową miarę zdolności ośrodka porowatego do transportu zawartych w nim płynów.

## Definicja ścisła
Przepuszczalność jest parametrem, oznaczonym zwykle symbolem {\displaystyle K,} wyrażającym podzielony przez lepkość płynu {\displaystyle \mu } współczynnik proporcjonalności między wektorem prędkości filtracji płynu w ośrodku porowatym {\displaystyle \mathbf {u} } a występującym w płynie gradientem ciśnienia {\displaystyle \operatorname {grad} P} wziętym ze znakiem ujemnym, zgodnie z prawem Darcy’ego:
{\displaystyle \mathbf {u} =-{\frac {K}{\mu }}\operatorname {grad} P.}
W ośrodkach izotropowych współczynnik przepuszczalności {\displaystyle K,} zwany krótko przepuszczalnością jest polem skalarnym. W ośrodkach anizotropowych przepuszczalność {\displaystyle \mathbf {K} } jest polem tensorowym drugiego rzędu.
Idea podanej tu definicji jest powszechnie przyjęta w hydrodynamice podziemnej oraz w całym światowym (m.in. amerykańskim, a także polskim) przemyśle naftowym.
Zdefiniowane powyżej pojęcie przepuszczalności jest parametrem materiałowym ośrodka porowatego. Dla przepływów jednofazowych przepuszczalność nie zależy od rodzaju przepływającego płynu.

## Przepuszczalność a współczynnik filtracji
Zdefiniowanego powyżej pojęcia przepuszczalności nie należy mylić z pojęciem stosowanego m.in. w hydrogeologii współczynnika filtracji {\displaystyle \kappa } występującego w formule:
{\displaystyle \mathbf {u} =-\kappa \operatorname {grad} H,}
gdzie {\displaystyle H} jest tzw. wysokością hydrauliczną.
Wymiarem współczynnika filtracji w układzie SI jest m/s, a w układzie CGS cm/s.
W przeciwieństwie do przepuszczalności współczynnik filtracji nie jest parametrem materiałowym ośrodka porowatego i zależy on od rodzaju przepływającego płynu. Jego wartość zmienia się również w sposób znaczący ze zmianą temperatury tego samego płynu.
Gdy ciśnienie hydrostatyczne związane jest z wysokością słupa cieczy (np. przepływ wody gruntowej), to wtedy zależność pomiędzy przepuszczalnością i współczynnikiem filtracji można wyrazić wzorem:
{\displaystyle K=\kappa {\frac {\mu }{\rho g}},}
gdzie:
{\displaystyle \rho } – masa właściwa cieczy, kg/m³,
{\displaystyle g} – przyspieszenie ziemskie, m/s².

## Jednostki przepuszczalności
Jednostką przepuszczalności w układzie SI jest 1 m².
Jednostką przepuszczalności w układzie CGS jest 1 cm².
Jednostkami przepuszczalności w układzie praktycznym są 1 darcy (1 D) oraz 1 milidarcy (1 mD).
Ponieważ 1 m² jest jednostką bardzo dużą, w przemyśle naftowym stosuje się często jednostki układu praktycznego (tj. 1 D i 1 mD).

## Przeliczniki jednostek przepuszczalności
- Przeliczniki jednostek przepuszczalności są następujące:

1 cm²  =  10−4 m²
1 D = 0,986923×10−12 m²
1 mD = 10−3 D
1 mD = 0,986923×10−15 m²
- Przeliczenie przepuszczalności na współczynnik filtracji dla wody w temperaturze 20 °C:

1 D = 9,613 × 10−4 cm/s
1 mD = 9,613 × 10−7 cm/s

## Wartości przepuszczalności
Przepuszczalność piasków waha się pomiędzy 1D a kilkoma tysiącami D.
Przepuszczalność żwirów waha się pomiędzy tysiącami D a milionami D.
Przepuszczalność skał roponośnych wynosi od kilku do kilkuset milidarcy.
Przepuszczalność warstw trudnoprzepuszczalnych, np. niespękanego granitu, jest rzędu 10−4 mD.

## Zastosowanie
Przepuszczalność oraz porowatość stanowią podstawowe parametry charakteryzujące ośrodek porowaty. Wyznaczyć je można jedynie doświadczalnie. Obydwa parametry traktowane są zazwyczaj jako niezależne. Związek między nimi w postaci tzw. formuły Kozeny-Carmana nie sprawdza się w praktyce i jest w związku z tym rzadko stosowany. Wyznaczenie przepuszczalności i porowatości w postaci dwóch niezależnych parametrów jest niezbędne przed rozpoczęciem eksploatacji każdego złoża ropy naftowej lub gazu ziemnego. W Polsce wymóg ten określony jest przez prawo górnicze.

## Przepływy wielofazowe
W przepływach wielofazowych przepuszczalność traci własność parametru materiałowego ośrodka. Pojęcie to zastępuje się wówczas takimi pojęciami jak: przepuszczalność fazowa, przepuszczalność absolutna, przepuszczalność fazowa względna. Pojęcia te wiążą się ściśle z uogólnieniem prawa Darcy’ego na prawo Darcy’ego dla przepływów wielofazowych.